# Vacunación contra la COVID-19 en El Salvador
La vacunación contra la COVID-19 en El Salvador es una campaña de inmunización masiva iniciada a fines de febrero de 2021 para vacunar contra la COVID-19 a la población del país, en el marco de un esfuerzo mundial para combatir la pandemia de COVID-19. El inicio de la vacunación se llevó a cabo el miércoles 17 de febrero de 2021; las vacunas fueron destinadas en la primera etapa para los miembros del personal médico.

## Lotes de vacunas
| Lotes de vacunas llegadas a El Salvador | Lotes de vacunas llegadas a El Salvador | Lotes de vacunas llegadas a El Salvador | Lotes de vacunas llegadas a El Salvador | Lotes de vacunas llegadas a El Salvador |
| Puesto                                  | Cantidad de dosis                       | Vacuna                                  | Fecha de llegada                        | Ref.                                    |
| --------------------------------------- | --------------------------------------- | --------------------------------------- | --------------------------------------- | --------------------------------------- |
| 1°                                      | 20 000                                  | Oxford-AstraZeneca                      | 17 de febrero de 2021                   | [ 1 ]                                   |
| 2°                                      | 33 600                                  | Oxford-AstraZeneca/(COVAX)              | 11 de marzo de 2021                     | [ 2 ]                                   |
| 3º                                      | 51 480                                  | Pfizer-BioNtech/(COVAX)                 | 22 de marzo de 2021                     | [ 3 ]                                   |
| 4º                                      | 1 000                                   | Sinovac                                 | 28 de marzo de 2021                     | [ 4 ]                                   |
| 5º                                      | 150 000                                 | Sinovac                                 | 7 de abril de 2021                      | [ 5 ]                                   |
| 6°                                      | 96 000                                  | Oxford-AstraZeneca/(COVAX)              | 18 de abril de 2021                     | [ 6 ]                                   |
| 7º                                      | 500 000                                 | Sinovac                                 | 26 de abril de 2021                     | [ 7 ]                                   |
| 8º                                      | 140 400                                 | Pfizer-BioNtech/(COVAX)                 | 12 de mayo de 2021                      | [ 8 ]                                   |
| 9º                                      | 500 000                                 | Sinovac                                 | 18 de mayo de 2021                      | [ 9 ]                                   |
| 10°                                     | 204 000                                 | Oxford-AstraZeneca                      | 22 de mayo de 2021                      | [ 10 ]                                  |
| 11°                                     | 96 000                                  | Oxford-AstraZeneca/(COVAX)              | 25 de mayo de 2021                      | [ 11 ]                                  |
| 12º                                     | 500 000                                 | Sinovac                                 | 9 de junio de 2021                      | [ 12 ]                                  |
| 13°                                     | 204 000                                 | Oxford-AstraZeneca                      | 19 de junio de 2021                     | [ 13 ]                                  |
| 14°                                     | 100 800                                 | Oxford-AstraZeneca                      | 24 de junio de 2021                     | [ 14 ]                                  |
| 15º                                     | 125 190                                 | Pfizer-BioNtech                         | 25 de junio de 2021                     | [ 15 ]                                  |
| 16º                                     | 125 190                                 | Pfizer-BioNtech                         | 2 de julio de 2021                      | [ 16 ]                                  |
| 17º                                     | 1 500 100                               | Moderna/(COVAX)                         | 4 de julio de 2021                      | [ 17 ]                                  |
| 18º                                     | 1 500 000                               | Sinovac                                 | 7 de julio de 2021                      | [ 18 ]                                  |
| 19º                                     | 33 930                                  | Pfizer-BioNtech                         | 9 de julio de 2021                      | [ 19 ]                                  |
| 20º                                     | 43 290                                  | Pfizer-BioNtech                         | 16 de julio de 2021                     | [ 20 ]                                  |
| 21º                                     | 163 200                                 | Oxford-AstraZeneca                      | 20 de julio de 2021                     | [ 21 ]                                  |
| 22º                                     | 1 500 100                               | Moderna/(COVAX)                         | 22 de julio de 2021                     | [ 22 ]                                  |
| 23º                                     | 99 450                                  | Pfizer-BioNtech                         | 23 de julio de 2021                     | [ 23 ]                                  |
| 24º                                     | 1 000                                   | Sinopharm                               | 26 de julio de 2021                     | [ 24 ]                                  |
| 25º                                     | 143 910                                 | Pfizer-BioNtech                         | 30 de julio de 2021                     | [ 23 ]                                  |
| 26º                                     | 163 200                                 | Oxford-AstraZeneca                      | 3 de agosto de 2021                     | [ 25 ]                                  |
| 27º                                     | 169 650                                 | Pfizer-BioNtech                         | 4 de agosto de 2021                     | [ 26 ]                                  |
| 28º                                     | 127 530                                 | Pfizer-BioNtech                         | 13 de agosto de 2021                    | [ 27 ]                                  |
| 29º                                     | 120 510                                 | Pfizer-BioNtech                         | 20 de agosto de 2021                    | [ 28 ]                                  |
| 30º                                     | 188 370                                 | Pfizer-BioNtech/(COVAX)                 | 27 de agosto de 2021                    | [ 29 ]                                  |
| 31º                                     | 122 580                                 | Pfizer-BioNtech                         | 27 de agosto de 2021                    | [ 29 ]                                  |
| 32º                                     | 200 070                                 | Pfizer-BioNtech                         | 3 de septiembre de 2021                 | [ 30 ]                                  |
| 33º                                     | 527 600                                 | Sinopharm                               | 3 de septiembre de 2021                 | [ 31 ]                                  |
| 34º                                     | 140 400                                 | Sinopharm                               | 6 de septiembre de 2021                 | [ 32 ]                                  |
| 35º                                     | 109 980                                 | Pfizer-BioNtech                         | 10 de septiembre de 2021                | [ 33 ]                                  |
| 36º                                     | 109 980                                 | Pfizer-BioNtech                         | 17 de septiembre de 2021                | [ 34 ]                                  |
| 37º                                     | 109 980                                 | Pfizer-BioNtech                         | 24 de septiembre de 2021                | [ 35 ]                                  |
| 38º                                     | 108 810                                 | Pfizer-BioNtech                         | 1 de octubre de 2021                    | [ 36 ]                                  |
| 39º                                     | 198 900                                 | Pfizer-BioNtech                         | 8 de octubre de 2021                    | [ 37 ]                                  |
| 40º                                     | 326 400                                 | Oxford-AstraZeneca                      | 12 de octubre de 2021                   | [ 38 ]                                  |
| 41º                                     | 198 900                                 | Pfizer-BioNtech                         | 15 de octubre de 2021                   | [ 39 ]                                  |
| 42º                                     | 198 900                                 | Pfizer-BioNtech                         | 22 de octubre de 2021                   | [ 40 ]                                  |
| 43º                                     | 196 560                                 | Pfizer-BioNtech                         | 29 de octubre de 2021                   | [ 41 ]                                  |
| 44º                                     | 205 920                                 | Pfizer-BioNtech                         | 5 de noviembre de 2021                  | [ 42 ]                                  |
| 45º                                     | 205 920                                 | Pfizer-BioNtech                         | 12 de noviembre de 2021                 | [ 43 ]                                  |
| 46º                                     | 205 920                                 | Pfizer-BioNtech                         | 19 de noviembre de 2021                 | [ 44 ]                                  |
| 47º                                     | 205 920                                 | Pfizer-BioNtech                         | 26 de noviembre de 2021                 | [ 45 ]                                  |
| 48º                                     | 205 920                                 | Pfizer-BioNtech                         | 3 de diciembre de 2021                  | [ 46 ]                                  |
| Total dosis                             | 14 178 560                              | S/D                                     | S/D                                     | S/D                                     |
| Población                               | 6 518 500                               | S/D                                     | S/D                                     | S/D                                     |
| % de dosis respecto a la población      | 217,51 %                                | S/D                                     | S/D                                     | S/D                                     |

### Vacunas ordenadas y recibidas
| Vacuna          | Dosis ordenadas | Dosis entregadas |
| --------------- | --------------- | ---------------- |
| Sinovac         | 4 000 000       | 4 000 000        |
| Pfizer-BioNtech | 4 400 000       | 3 572 910        |
| Sinopharm       | 1 668 000       | 1 668 000        |
| AstraZeneca     | 2 000 000       | 1 060 800        |
| Mecanismo COVAX | 2 700 000       | 417 480          |
| Total           | 14 100 000      | 10 719 190       |

### Donaciones para El Salvador
| País / Organización | Dosis donadas | Vacuna          | Fecha de llegada     |
| ------------------- | ------------- | --------------- | -------------------- |
| China               | 150 000       | Sinovac         | 6 de abril de 2021   |
| México              | 100 800       | AstraZeneca     | 24 de junio de 2021  |
| Estados Unidos      | 1 500 100     | Moderna         | 4 de julio de 2021   |
| Estados Unidos      | 1 500 100     | Moderna         | 22 de julio de 2021  |
| Estados Unidos      | 188 370       | Pfizer-BioNtech | 27 de agosto de 2021 |
| Total donadas       | 3 459 370     |                 |                      |

### Dosis llegadas a El Salvador por tipo de vacuna
| Vacuna          | Dosis llegadas | Porcentaje |
| --------------- | -------------- | ---------- |
| Sinovac         | 4 150 000      | 29,27%     |
| Pfizer-BioNTech | 3 953 160      | 27,88%     |
| Moderna         | 3 000 200      | 21,16%     |
| Sinopharm       | 1 668 000      | 11,76%     |
| AstraZeneca     | 1 407 200      | 9,93%      |
| Total dosis     | 14 178 560     | 100,0%     |

### Inicio de la vacunación en El Salvador a nivel continental
| Puesto | País                 | Fecha histórica del inicio de vacunación | Primera persona histórica en ser vacunada | Profesión       | Edad     | Artículo principal                 | Refs.  |
| ------ | -------------------- | ---------------------------------------- | ----------------------------------------- | --------------- | -------- | ---------------------------------- | ------ |
| 1°     | México               | 24 de diciembre de 2020                  | María Irene Ramírez                       | Enfermera       | 59 años  | Vacunación en México               | [ 48 ] |
| 2°     | Chile                | 24 de diciembre de 2020                  | Zulema Riquelme                           | Enfermera       | 46 años  | Vacunación en Chile                | [ 49 ] |
| 3°     | Costa Rica           | 24 de diciembre de 2020                  | María Elizabeth Castillo                  | Paciente        | 91 años  | Vacunación en Costa Rica           | [ 50 ] |
| 4°     | Argentina            | 29 de diciembre de 2020                  | Allí Flavia Loiacono                      | Médica          | TBA      | Vacunación en Argentina            | [ 51 ] |
| 5°     | Brasil               | 17 de enero de 2021                      | Mônica Calazans                           | Enfermera       | 54 años  | Vacunación en Brasil               | [ 52 ] |
| 6°     | Panamá               | 20 de enero de 2021                      | Violeta Edith Gaona de Cocherán           | Enfermera       | 59 años  | Vacunación en Panamá               | [ 53 ] |
| 7°     | Ecuador              | 21 de enero de 2021                      | Jeanneth Morales                          | Médica          | 45 años  | Vacunación en Ecuador              | [ 54 ] |
| 8°     | Bolivia              | 29 de enero de 2021                      | Sandra Ríos Villarte                      | Enfermera       | 40 años  | Vacunación en Bolivia              | [ 55 ] |
| 9°     | Perú                 | 9 de febrero de 2021                     | Josef Vallejos Acevedo                    | Médico          | TBA      | Vacunación en Perú                 | [ 56 ] |
| 10°    | República Dominicana | 16 de febrero de 2021                    | Ramón Familia Alcantara                   | Médico          | 57 años  | Vacunación en República Dominicana | [ 57 ] |
| 11°    | Colombia             | 17 de febrero de 2021                    | Verónica Luz Machado Torres               | Enfermera       | 46 años  | Vacunación en Colombia             | [ 58 ] |
| 12°    | El Salvador          | 17 de febrero de 2021                    | Mirna E. Moreno de Murgas                 | Enfermera       | 53 años  | Vacunación en El Salvador          | [ 59 ] |
| 13°    | Venezuela            | 18 de febrero de 2021                    | Glendy Amelia Rivero                      | Médica          | TBA      | Vacunación en Venezuela            | [ 60 ] |
| 14°    | Paraguay             | 22 de febrero de 2021                    | Miriam Arrúa                              | Enfermera       | 40 años  | Vacunación en Paraguay             | [ 61 ] |
| 15°    | Honduras             | 25 de febrero de 2021                    | Yelena Soraya Ortega Vásquez              | Enfermera       | 40 años  | Vacunación en Honduras             | [ 62 ] |
| 16°    | Guatemala            | 25 de febrero de 2021                    | Magdalena Guevara González                | Enfermera       | 46 años  | Vacunación en Guatemala            | [ 63 ] |
| 17°    | Uruguay              | 27 de febrero de 2021                    | Cecilia Moreno y Erika Correa             | Adtva. y Enfra. | 22 y TBA | Vacunación en Uruguay              | [ 64 ] |
| 18°    | Nicaragua            | 2 de marzo de 2021                       | Marco Antonio Aráuz                       | Paciente        | 62 años  | Vacunación en Nicaragua            | [ 65 ] |